# Baal

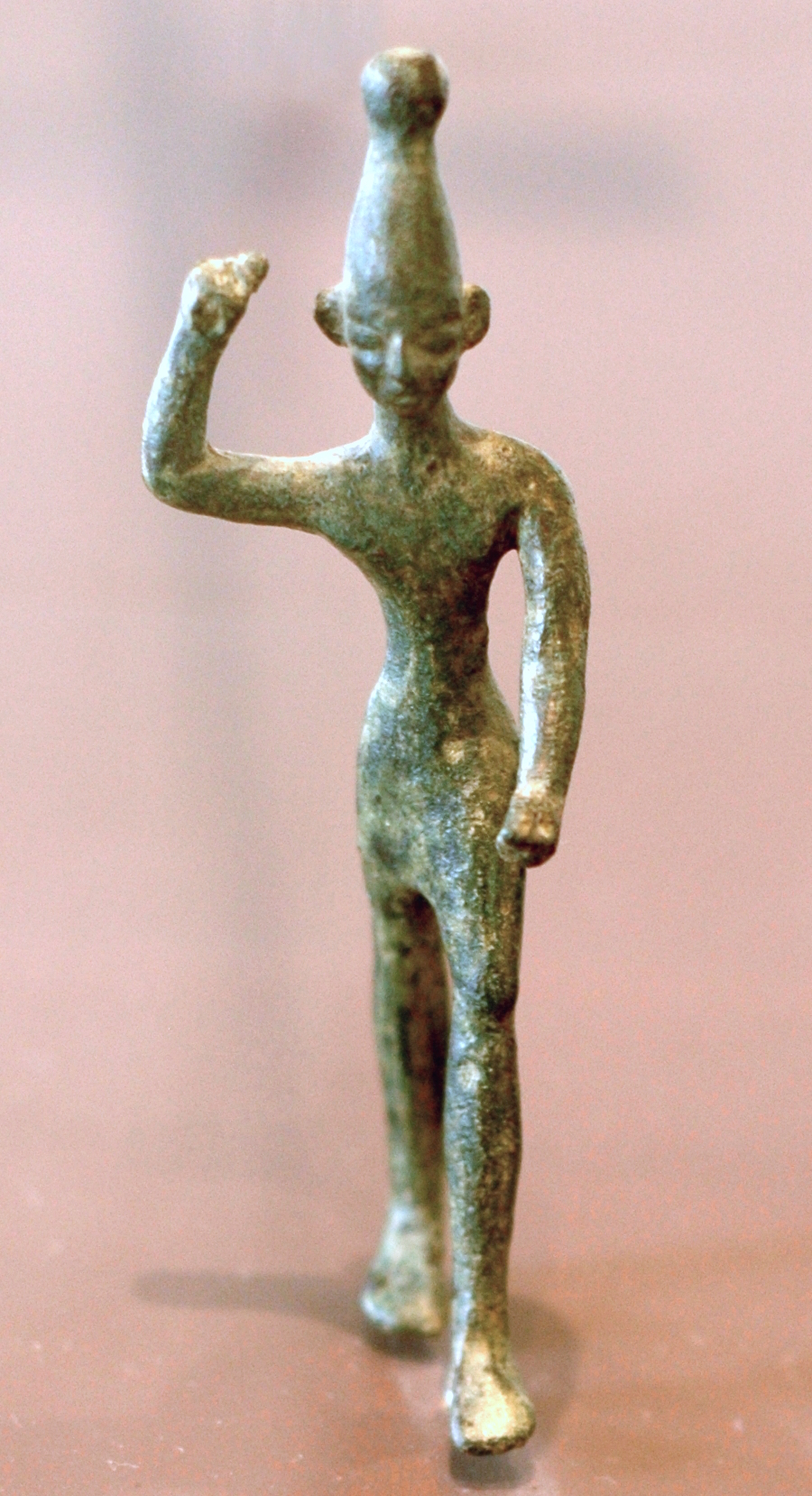
Cổ vật tượng thần Baal khai quật được tại Ugarit

Baal (chữ nêm tượng hình: 𐎁𐎓𐎍; tiếng Do Thái: בעל) hay Baʽal (phiên âm tiếng Việt: Ba-anh) là vị thần Tối cao, thần Bão tố của người Canaan cổ đại sống ở vùng Cận Đông (nay thuộc khu vực Lebanon, Jordan, Israel) thần Ba-anh được nhắc đến nhiều trong Kinh Thánh, tuy nhiên trong Kinh Thánh, Baal hay Bael lại bị coi như một con quỷ dữ với tên gọi là Beelzebub. Cái tên Baʽal là một danh từ chung của người Do Thái có nghĩa là "chủ sở hữu" hoặc "chúa tể", theo thần thoại Canaan và thần thoại của người Phoenici thì ban đầu thần Tối cao chưa phải Baal mà là chính là cha của ông là thần El mà thần El cùng vợ là nữ thần Athirat sinh ra các anh em gồm thần Biển Yam, thần Bão tố Baal, thần Chết Mot, nữ thần Chiến binh Anat, nữ thần Mặt trời Shapash và một vài anh em khác. Trong Kinh Thánh có câu chuyện về Hoàng hậu Jezebel (Giê Sa Bên) đã thay thế việc thờ kinh Yahwism bằng sự thờ phượng Baal tại Vương quốc Israel. Jezabel du nhập vào Y Sơ Ra Ên các hình thức thờ phượng hình tượng tồi tệ nhất từ xứ của mình để thay thế sự thờ phượng Đức Giê Hô Va và bà cũng là thầy tế lễ cả của thần Ba-anh. Với tư cách là nữ hoàng, Jezebel đã thể chế hóa thuyết phục tùng Baal và giết chết các nhà tiên tri Yahwist, rất có thể bao gồm các linh mục của giáo phái con Bê Vàng của Jeroboam và xúc phạm bàn thờ của họ. 